# Saint-Fortunat-sur-Eyrieux
Saint-Fortunat-sur-Eyrieux é uma comuna francesa na região administrativa de Auvérnia-Ródano-Alpes, no departamento de Ardèche. Estende-se por uma área de 22,07 km². Em 2010 a comuna tinha 790 habitantes (densidade: 35,8 hab./km²).